# Alessandro Longoni
 (juin 2024).
Alessandro Longoni, né le 31 janvier 2008 en Italie, est un footballeur italien, qui évolue au poste de gardien de but à l'AC Milan.

## Biographie

### En club
Né en Italie, Alessandro Longoni est formé par l'AC Milan. Il est vite considéré comme l'un des joueurs les plus prometteurs du club, étant l'un des plus sûrs espoirs au poste de gardien de but. Lors de la saison 2023-2024 il est titulaire avec l'équipe des moins de 17 ans du club, celle-ci faisant forte impression dans le championnat de cette catégorie d'âge avec notamment une série de matchs de dix victoires consécutives, et apparaissant comme l'une des générations les plus prometteuses de l'AC Milan. Le 2 février 2024, Longoni signe son premier contrat professionnel avec l'AC Milan.

### En équipe nationale
Alessandro Longoni est sélectionné avec l'équipe d'Italie des moins de 17 ans pour participer au championnat d'Europe des moins de 17 ans en 2024. Son équipe atteint la finale de la compétition  après avoir battu le Danemark en demi-finale (0-1 score final),,.

## Palmarès
Italie -17 ans
- Finaliste du championnat d'Europe des moins de 17 ans
  - 2024.